# Santiago Santamaría
Santiago Santamaría (San Nicolás de los Arroyos, 22 agosto 1952 – Córdoba, 27 luglio 2013) è stato un calciatore argentino, di ruolo attaccante.
È scomparso nel 2013 all'età di 60 anni a seguito di un attacco cardiaco.

## Carriera
Soprannominato Cucurucho, nell'arco della sua carriera ha militato soltanto in tre club: Newell's Old Boys, Stade de Reims e Talleres. Con 90 reti realizzate, è tuttora il secondo marcatore della storia del Newell's, alle spalle di Víctor Rogelio Ramos.
Con la Nazionale di calcio dell'Argentina ha partecipato al campionato del mondo 1982, disputando due spezzoni di partita contro El Salvador e Brasile.